# Сучу, Василе
Василе Сучу (21 октября 1942 — 9 ноября 2013) — румынский футболист, который играл на позиции вратаря.

## Карьера игрока

### Клуб
Василе Сучу дебютировал в профессиональном футболе в 1958 году с «Арешул Турда» в возрасте 16 лет. Он играл за клуб в течение пяти сезонов и в 1961 году выиграл кубок Румынии по футболу. После недолгого пребывания в «Вииторул Бухарест» он присоединился к «Стяуа», где сыграл 124 матча в течение следующих восьми лет. Кроме того, в 1968 году он выиграл чемпионат, а также пять раз триумфировал в кубке Румынии в 1966, 1967, 1969, 1970 и 1971 годах. Он также играл за «Жилул Петрошаны» и, наконец, за «Спортул», с которым выиграл Лигу II и повысился в элиту румынского футбола. Наконец в 1975 году он ушёл со спорта в 33 года. Через десять дней после его ухода в отставку «Спортул» подписал его в качестве тренера резервного состава.

### Национальная сборная
Василе Сучу впервые был вызван в национальную сборную Румынии 20 мая 1964 года и дебютировал за команду в матче против Болгарии, Румыния выиграла с минимальным счётом.

## Смерть
Василе Сучу умер 9 ноября 2013 года в Клуж-Напоке в возрасте 71 года.